# Valpelline
 Oyace  Olaszország Valle d’Aosta régiójának egy községe.

## Földrajza

Valpelline község Valle d'Aosta térképén

Aostától északra, az azonos nevű völgyveb fekszik. A  vele szomszédos települések: Doues, Ollomont, Oyace, Quart, Roisan, Saint-Christophe.